# Филиппово (Вашкинский район)
Филиппово — деревня в Вашкинском районе Вологодской области.
Входит в состав Андреевского сельского поселения, с точки зрения административно-территориального деления — в Андреевский сельсовет.
Расстояние по автодороге до районного центра Липина Бора — 43 км, до центра муниципального образования деревни Андреевская — 21 км. Ближайшие населённые пункты — Занино, Логиново, Сапогово.
По переписи 2002 года население — 2 человека.